# Lados
Lados egy francia település Gironde megyében az Aquitania régióban. Lakosainak száma 178 fő (2022. január 1.).

## Adminisztráció
Polgármesterek:
- 2001–2014 Jean-Claude Duchamps
- 2014–2020 Jean-Serge Lambrot

## Demográfia
| Lakosok száma | 114  | 106  | 115  | 133  | 168  | 173  | 174  | 171  | 173  | 178  |
|               | 1968 | 1982 | 1990 | 2006 | 2013 | 2015 | 2017 | 2019 | 2020 | 2022 |

## Látnivalók
- Saint-Martin templom a XI. századból

## Galéria

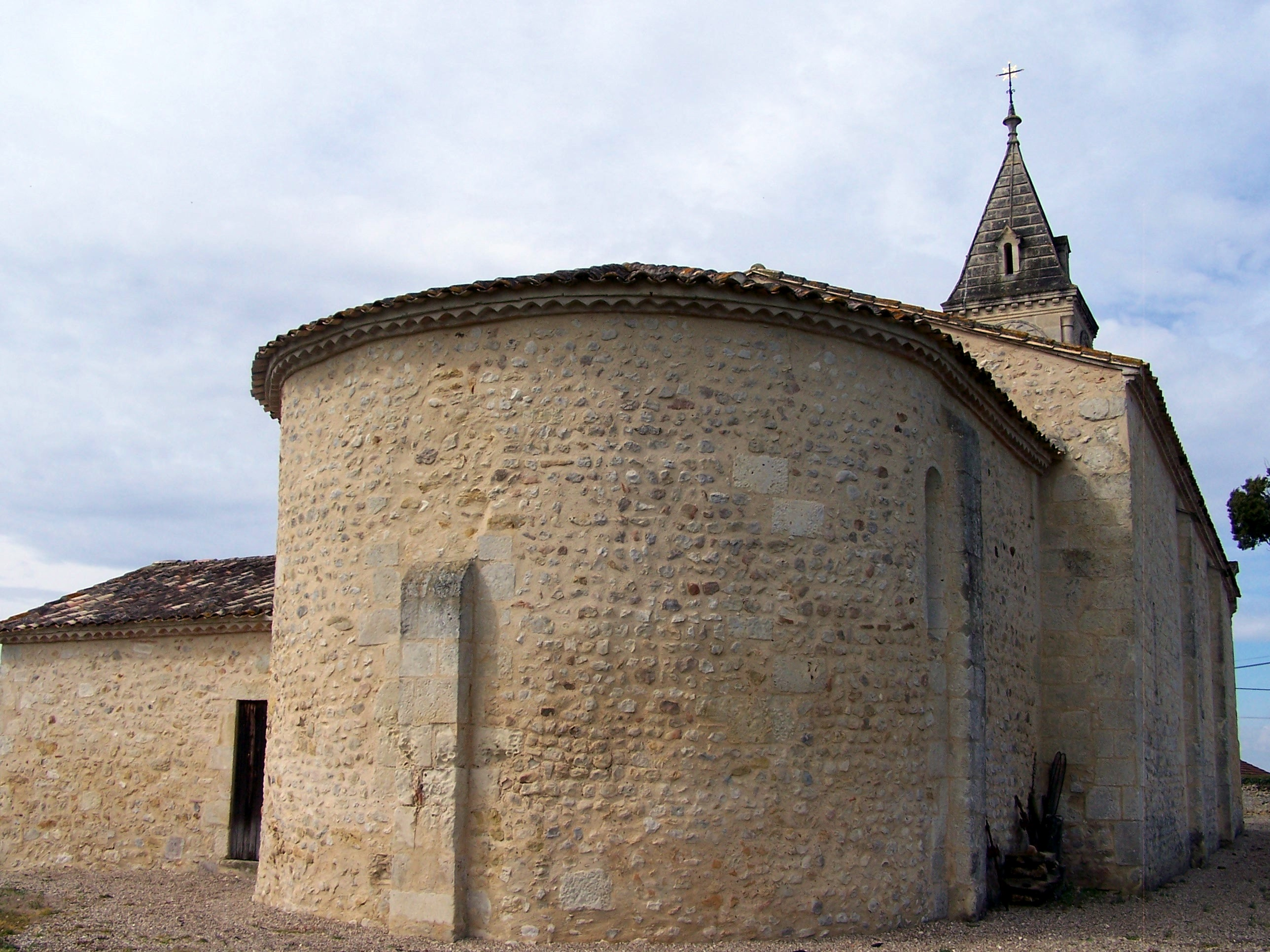
Saint-Martin templom
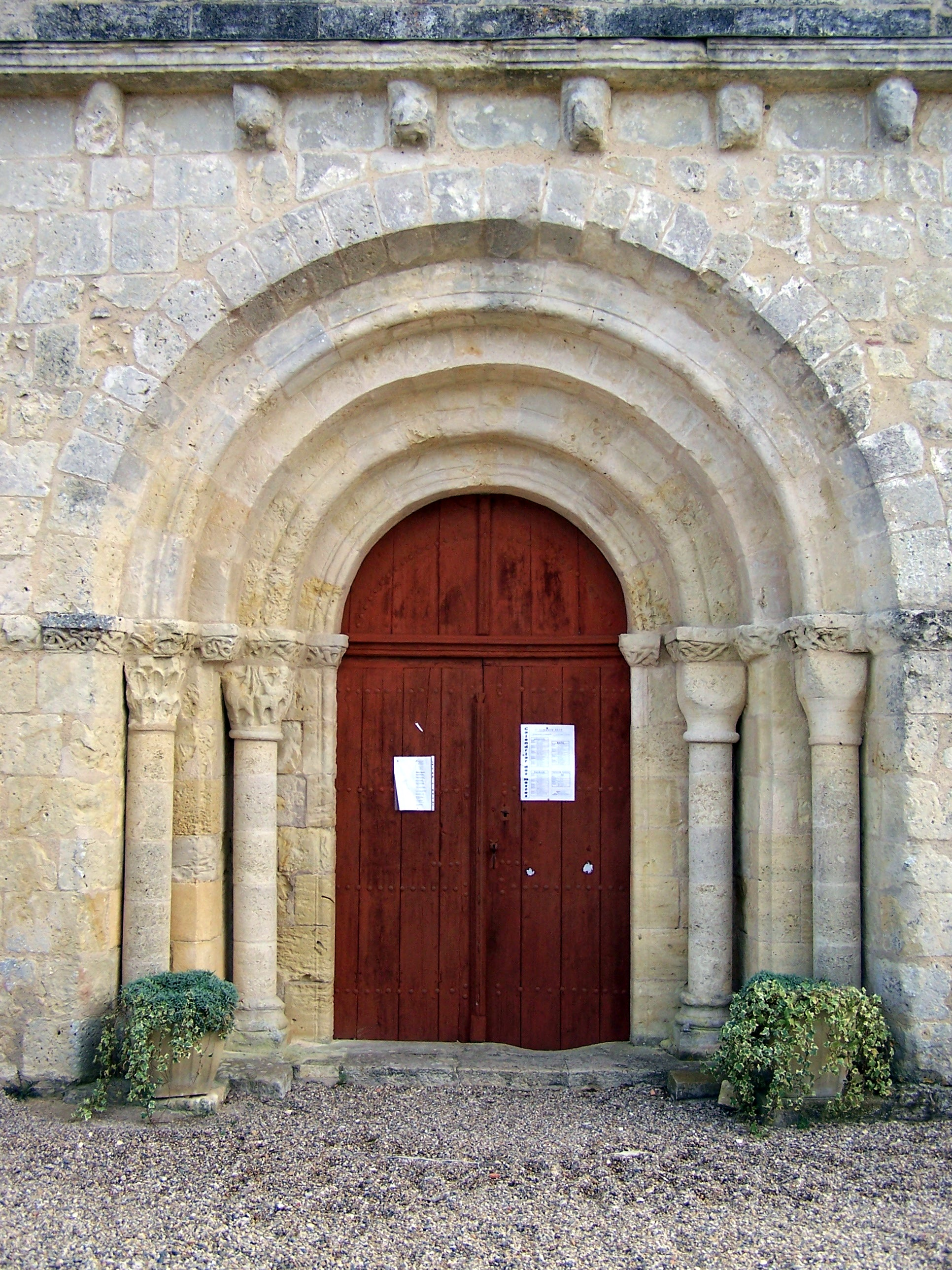
A templom bejárata
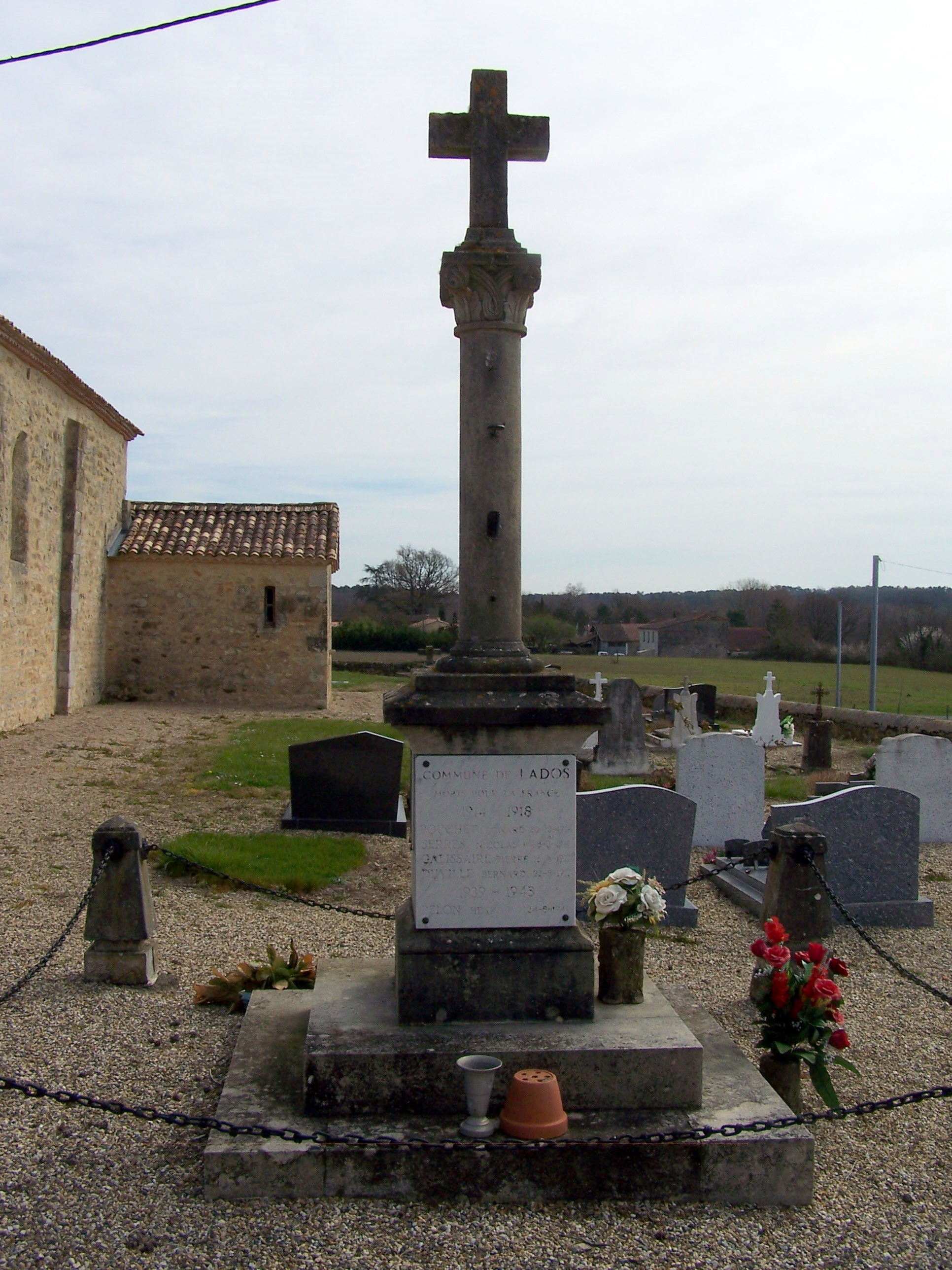
Emlékmű